# Heinrich Hochhaus
Heinrich Hochhaus (ur. 14 lutego 1860 w Euskirchen, zm. 26 października 1916) – niemiecki lekarz.
Studiował w Bonn i Fryburgu Bryzgowijskim, w 1884 roku został doktorem medycyny, od 1885 do 1887 asystent w berlińskim szpitalu Friedrichshain. Od 1887 do 1893 w klinice w Kilonii, 17 stycznia 1889 habilitował się, 27 czerwca 1896 został profesorem Uniwersytetu w Kilonii. W listopadzie 1908 za swoje zasługi został odznaczony Orderem Orła Czerwonego IV klasy.

## Wybrane prace
- Zur pathologischen Bedeutung der auscultatorischen Wahrnehmungen an der Cruralarterie[3] (1888)
- Ueber diphtherische Lähmungen[4]. (1891)
- Ueber Balkenmangel im menschlischen Gehirn[5] (1893)
- Beiträge zur Pathologie des Herzens (1892)
- Cardiographie (1893)
- Ueber combinirte Systemerkrankung des Rückenmarks[6] (1893)
- Familiäre Spinalparalysen
- Experimentelle Myelitis
- Einwirkung der Kälte auf die inneren Organe
- Frustrane Herzcontractionen
- Eisenresorption und Ausscheidung im Darmcanal